# Maio
Maio é o quinto mês do calendário gregoriano e o terceiro dos sete meses que têm 31 dias. Para os católicos romanos, este mês é dedicado especialmente à Virgem Maria.
Maio (em latim, Maius) foi nomeado em homenagem à deusa grega Maya, mãe de Hermes que foi identificada na mitologia romana com a deusa da fertilidade Bona Dea, cujos festivais os romanos celebraram neste mês. Ovídio por sua vez  fornece uma segunda etimologia, na qual diz que o mês de maio é nomeado para os maiores (em latim, "maximus", uma redução de Maius Juppiter), isto é, os "anciãos", e que o mês seguinte (junho) é nomeado para os "iuniores", ou seja, os "jovens"(Fasti VI.88), mas isso é etimologia popular.
Maio é um mês de primavera no hemisfério norte e outono no hemisfério sul. Portanto, maio no hemisfério sul é o equivalente sazonal de novembro no hemisfério norte e vice-versa. O final de maio normalmente marca o início da temporada de férias de verão nos Estados Unidos e Canadá, que termina no Dia do Trabalho, a primeira segunda-feira de setembro. Nenhum mês começa ou termina no mesmo dia da semana que maio de qualquer ano. Este é o único mês com essas duas propriedades. No entanto, maio começa e termina no mesmo dia da semana que janeiro do ano seguinte. Além disso, em anos comuns, maio começa e termina no mesmo dia da semana que agosto do ano anterior e, nos anos bissextos, começa no mesmo dia que fevereiro, março e novembro do ano anterior.
Na Grécia antiga, seu equivalente é o mês de Targelion. No calendário revolucionário francês, os meses que compreendiam maio eram Floreal e Prairial.
Na astrologia o mês de maio, começa com o signo de Touro (até 20 de maio) e termina com o signo de Gêmeos (de 21 de maio adiante). Sob o Antigo Regime francês, era de costume plantar um "Maio" ou "árvore de Maio" na honra de alguém. No Condado de Nice moças e rapazes "giravam Maio" ao som de pífano e tambor, ou seja dançar as rondas de Maio ao redor da árvore de Maio.

## Eventos históricos
- 1 de maio de 2011 - 1,5 milhão de pessoas se reúnem na Praça de São Pedro para a beatificação de João Paulo II.
- 2 de maio de 1945 - Hasteamento da bandeira soviética em Berlim na Segunda Guerra Mundial.
- 3 de maio de 1469 - Nascimento do historiador Nicolau Maquiavel.
- 6 de maio de 1968 - Início do maio de 68 - França.
- 8 de maio de 1945 - Dia da Vitória na Europa (Europa Ocidental), fim da Segunda Guerra Mundial na Europa
- 8 de maio de 2025 - Eleição do Papa Leão XIV.
- 9 de maio de 1945 - Dia da Vitória na Europa (Europa Oriental), fim da Segunda Guerra Mundial na Europa
- 13 de maio de 1888 - Abolição da Escravatura pela Lei Áurea nº 3 353 - Brasil.
- 13 de maio de 1917 - 1ª Aparição de Nossa Senhora aos Três pastorinhos na Cova da Iria, Fátima, Portugal.
- 14 de maio de 1948 - Independência do Estado de Israel.
- 14 de maio de 1970 - Criação do Rote Armee Fraktion (Fracção do Exército Vermelho) - RFA.
- 16 de maio de 1966 - Início da Revolução Cultural Chinesa.
- 20 de maio de 1449 - Dá-se a batalha de Alfarrobeira, Portugal.
- 20 de maio de 1498 - O navegador português Vasco da Gama alcança Kappakadavu, próxima a Calecute, permitindo cumprir a Descoberta do caminho marítimo para a Índia para o reino de Portugal e consequentemente para a Europa.
- 26 de maio de 1992 - Aprova o Texto da Convenção Americana Sobre Direitos Humanos.
- 28 de maio de 1926 - Revolução de 28 de maio de 1926 - Portugal
- 29 de maio de 2013 - O Barcelona FC é campeão da Copa Cataluña pela trigésima vez.

## Datas comemorativas

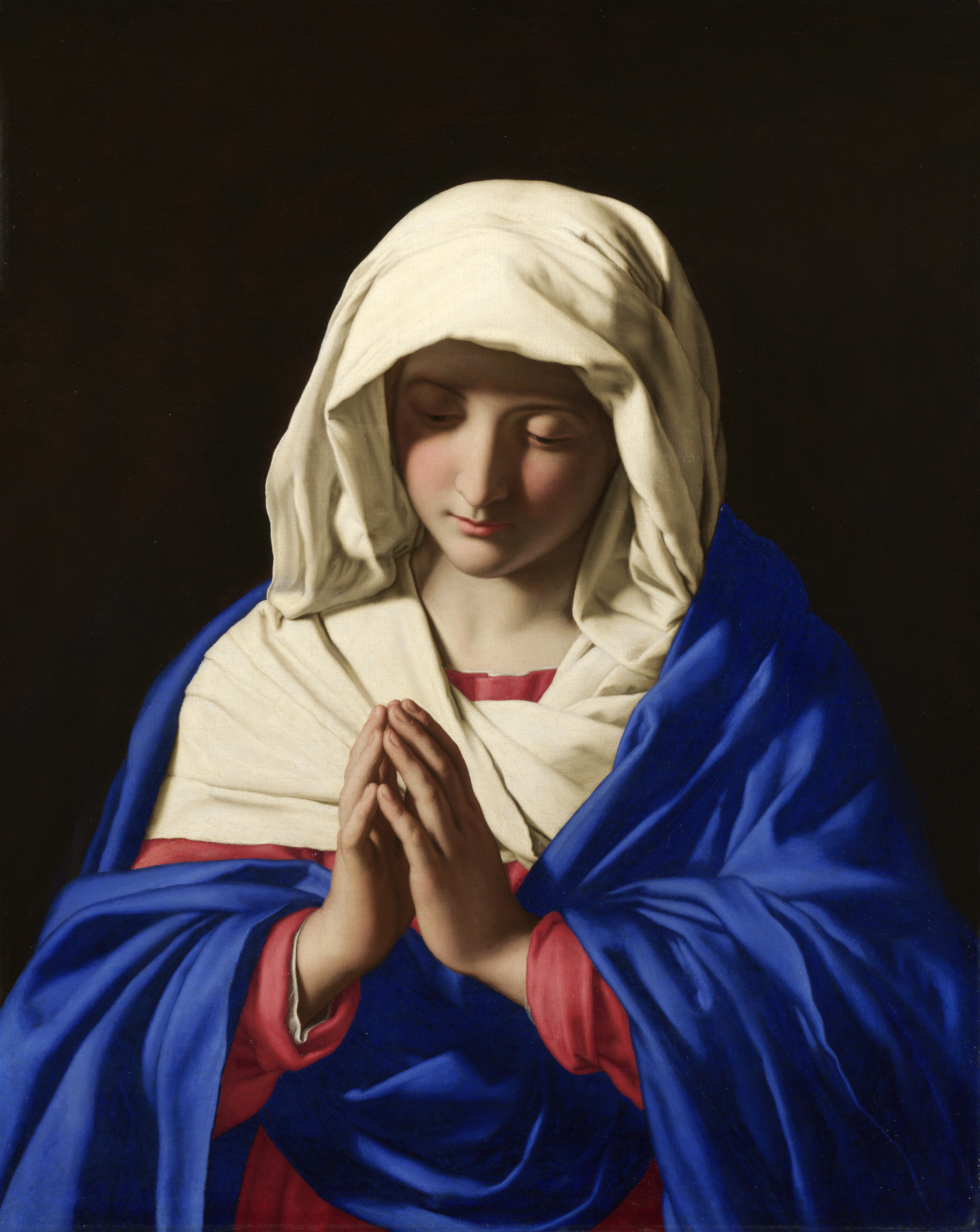
Maio é referenciado pelos católicos como mês de Maria.

- 1 de maio
  - Dia do Trabalhador
  - Dia de São José Operário
  - Dia da Literatura Brasileira
- 5 de maio 
  - Dia Internacional do bombeiro
  - Dia Mundial da Língua Portuguesa
- 6 de maio
  - Dia da Matemática
  - Dia do Cartógrafo
- 7 de maio
  - Dia do Silêncio
  - Dia do Oftalmologista
- 9 de maio - Dia da União Europeia
- 11 de maio - Dia Nacional do Reggae (Brasil)
- 12 de maio - Dia do Enfermeiro
- 13 de maio
  - Dia do Zootecnista (Brasil)
  - Dia de Nossa Senhora de Fátima
- 15 de maio
  - Dia Internacional das Famílias
  - Dia Mundial do Detetive
  - Dia do Assistente Social
- 16 de maio - Dia do Gari
- 17 de maio - Dia Mundial da Internet
- 17 de maio - Dia Internacional contra a Homofobia
- 18 de maio
  - Dia Internacional dos Museus
  - Dia Nacional da Luta Antimanicomial
- 19 de maio
  - Dia do Acadêmico de Direito
  - Dia do Defensor Público
  - Dia do Físico
- 20 de maio - Dia do Pedagogo
- 21 de maio
  - Dia da Língua Nacional
  - Dia do Profissional de Letras
- 24 de maio - Dia do Vestibulando
- 25 de maio - Dia da Toalha
- 29 de maio - Dia do Geógrafo
- 30 de maio - Dia do Geólogo
- 31 de maio - Dia Mundial Sem Tabaco
- 1º Domingo de maio - Dia da Mãe (Portugal)
- 2º Domingo de maio - Dia das Mães (Brasil)

### Cristianismo
- Dia de São José Operário (1 de maio)
- Dia de São Felipe e São Tiago (3 de maio)
- Dia de São Floriano (4 de maio)
- Dia de Santo Ângelo (5 de maio)
- Dia de Nossa Senhora de Fátima (13 de maio)
- Dia de São Matias (14 de maio)
- Dia de Santo Ivo (19 de maio)
- Dia de Santa Rita de Cássia (22 de maio)
- Dia de Nossa Senhora Auxiliadora (24 de maio)
- Dia de Santa Sara Kali (24 de maio)
- Dia de São Filipe Néri (26 de maio)
- Dia de Santo Agostinho de Cantuária (27 de maio)
- Dia de São Paulo VI (29 de maio)
- Dia de Santa Joana d'Arc (30 de maio)
- Dia de Nossa Senhora da Visitação (31 de maio)

## Nascimentos

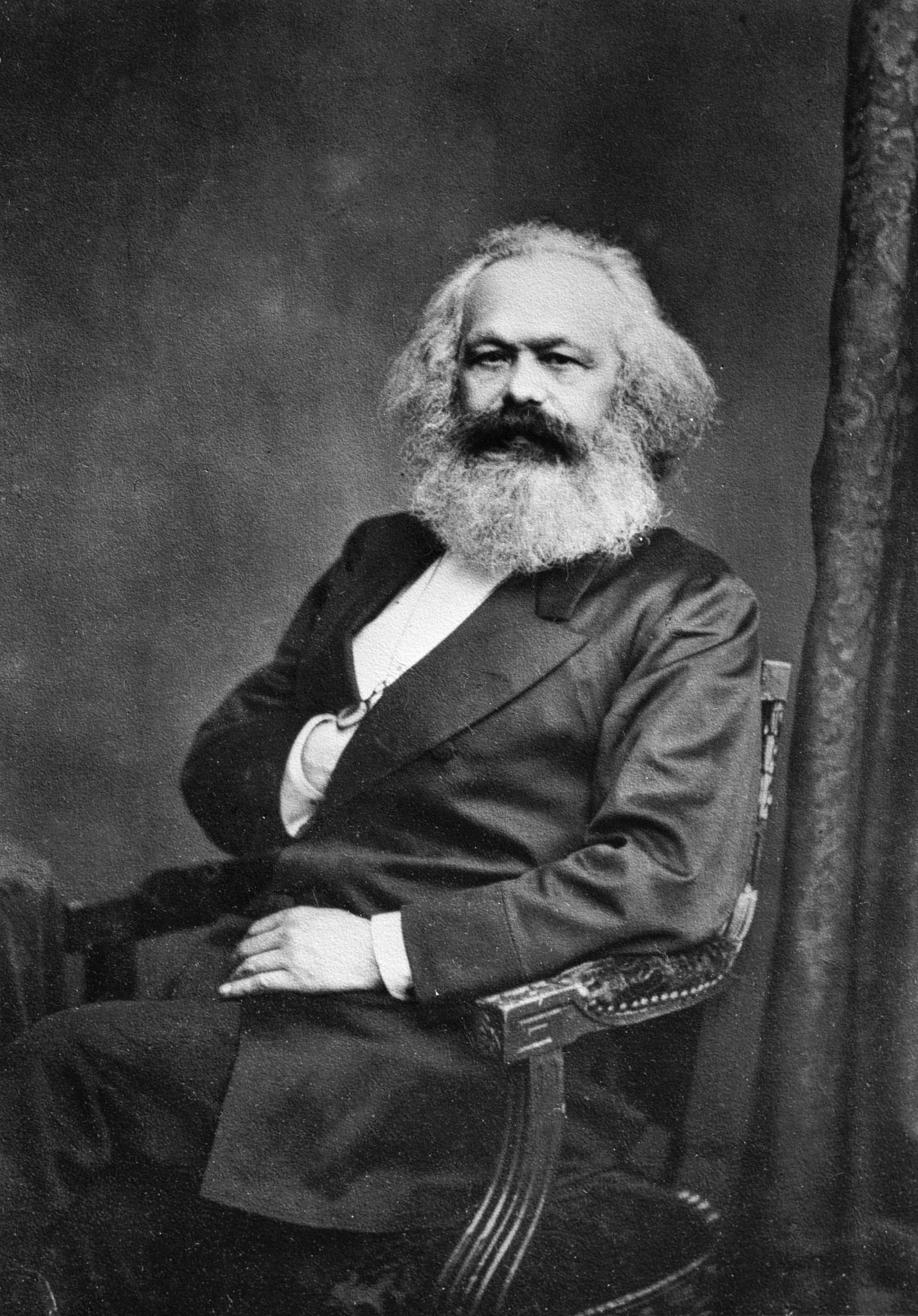
Karl Marx

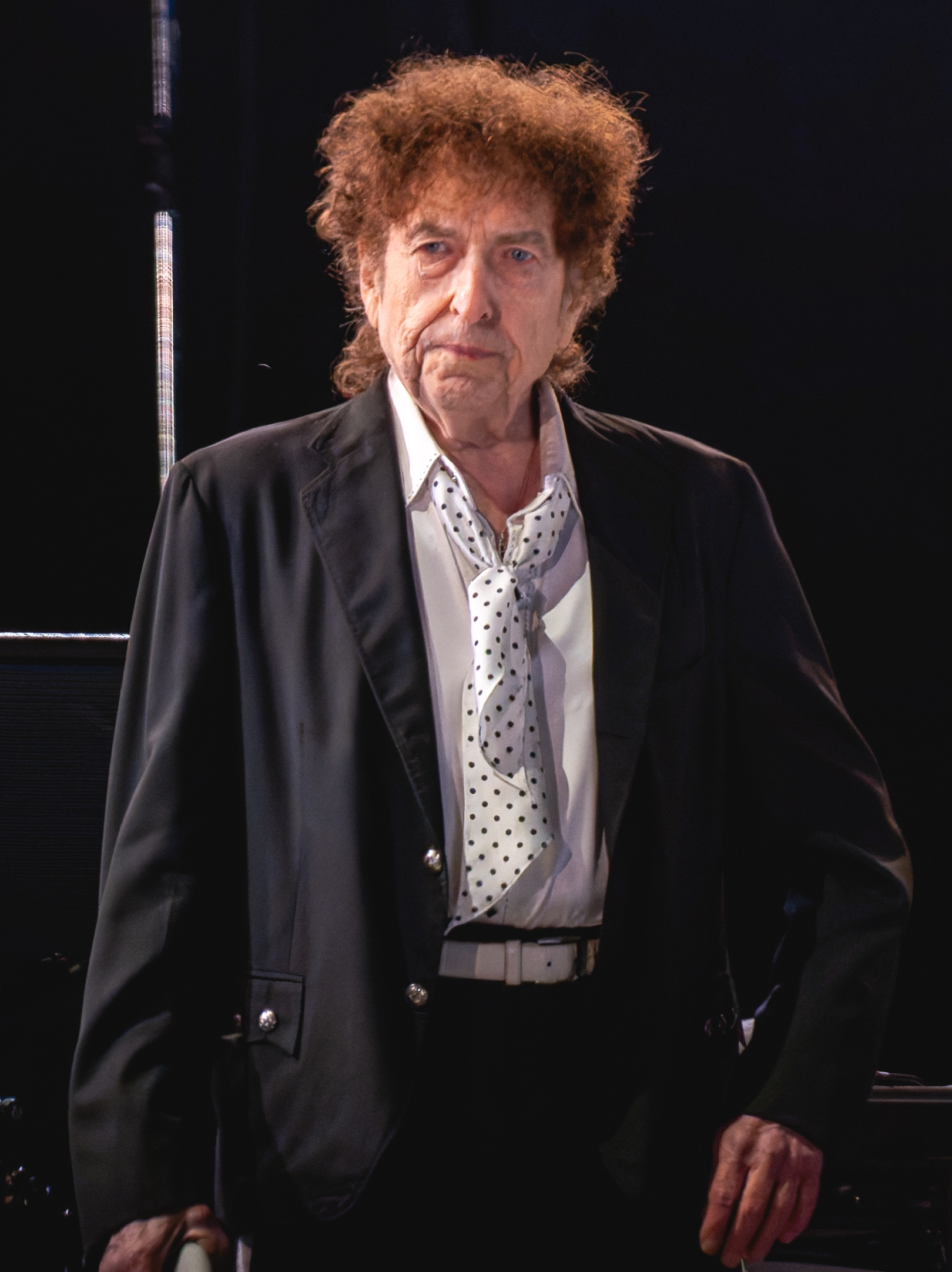
Bob Dylan

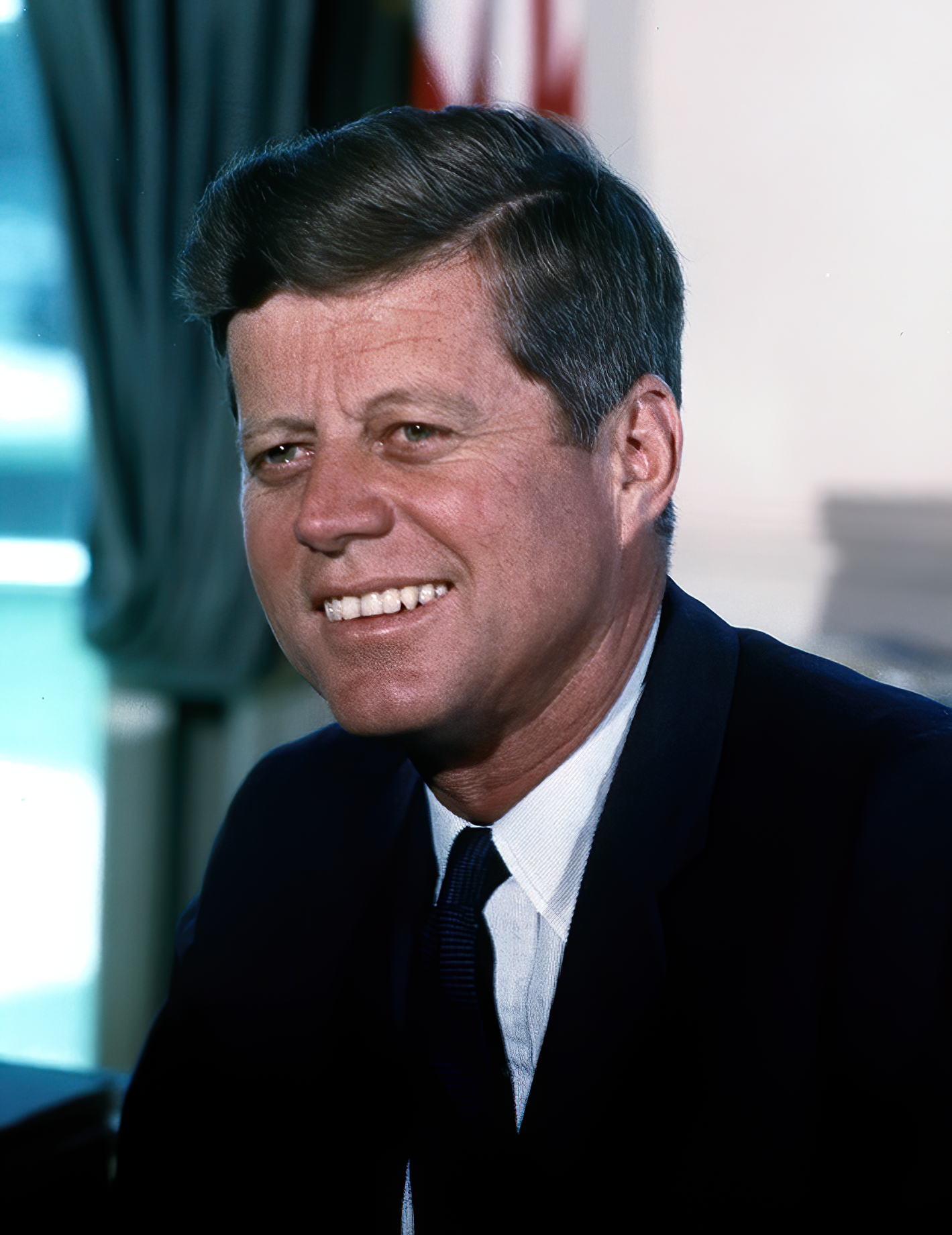
John F. Kennedy

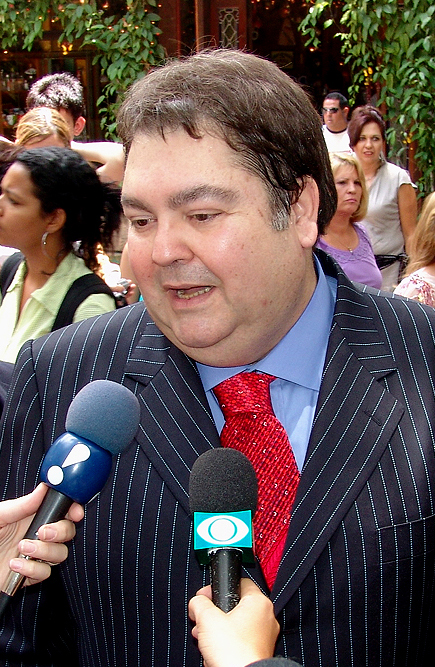
Faustão

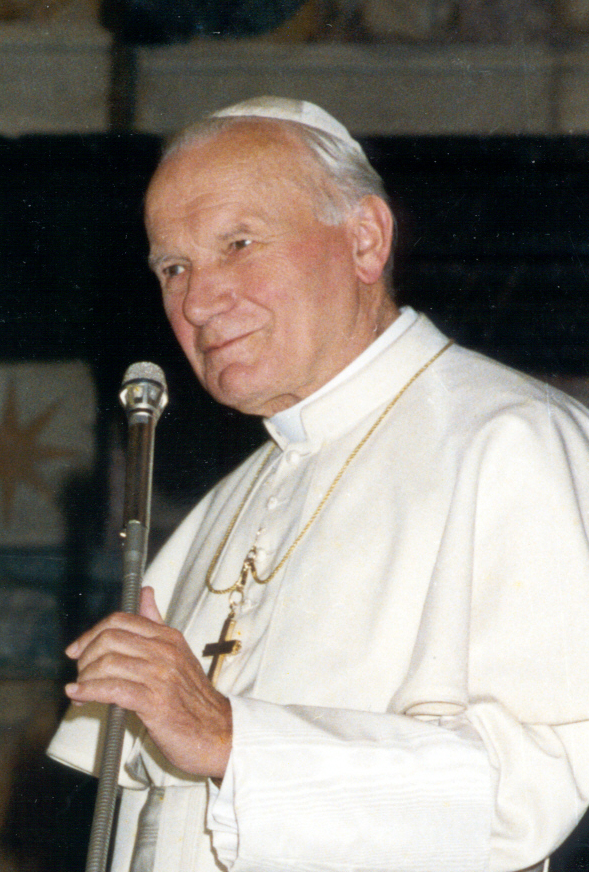
Papa João Paulo II

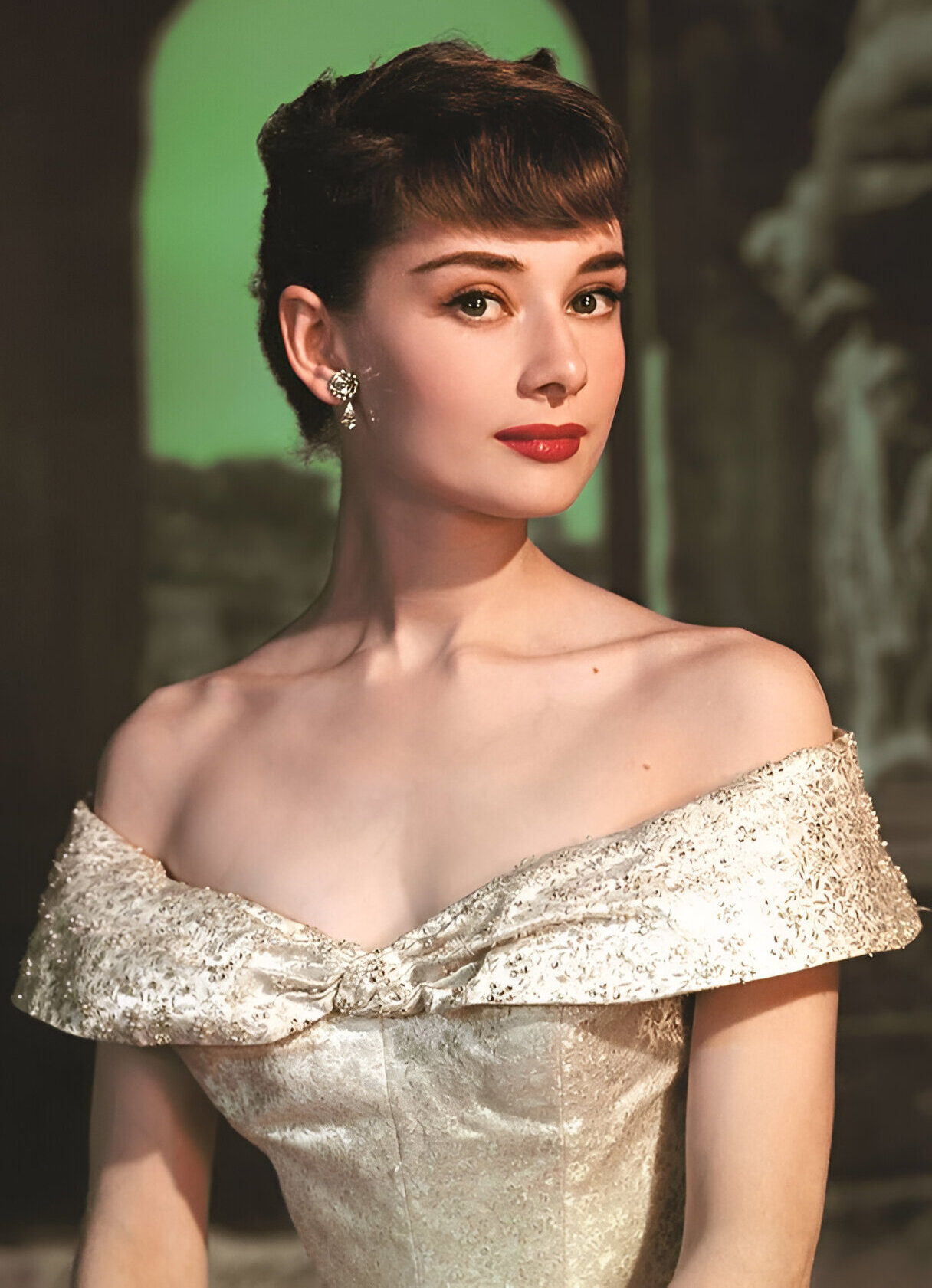
Audrey Hepburn

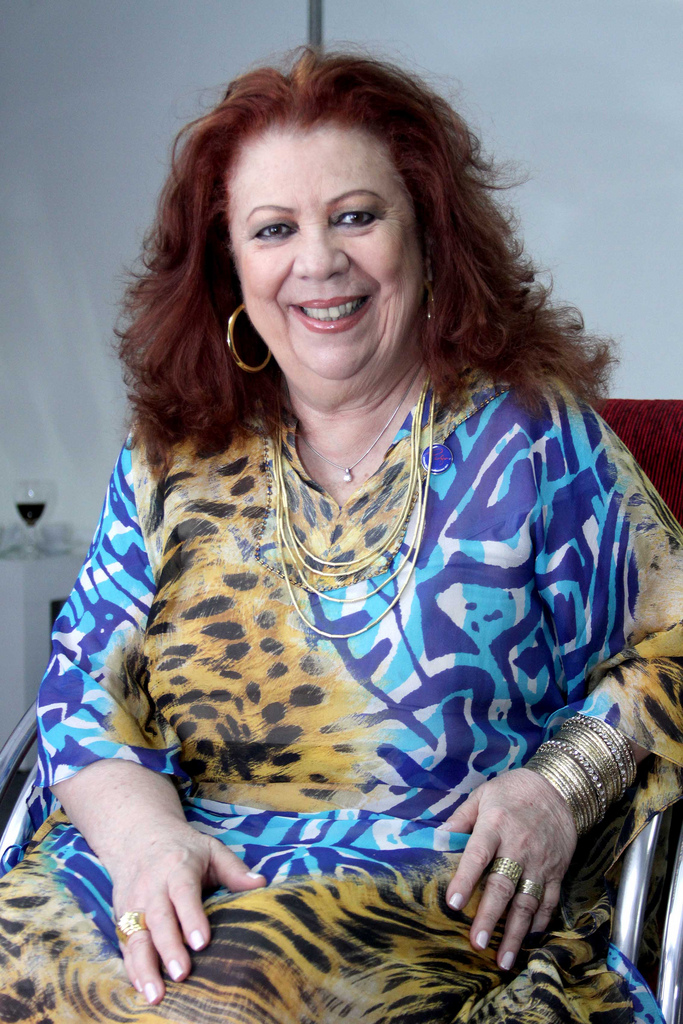
Beth Carvalho

Marshall Applewhite

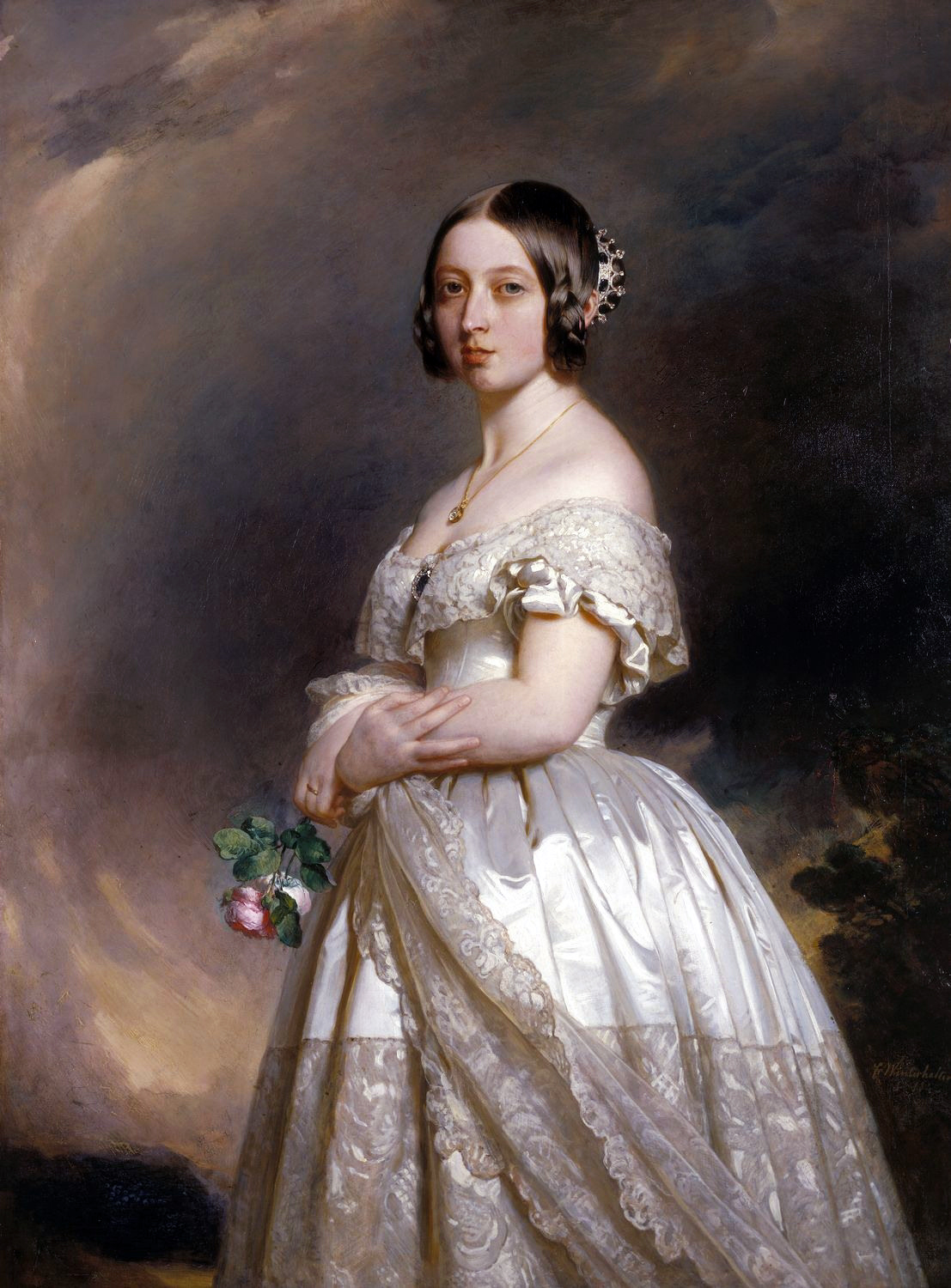
Vitória do Reino Unido

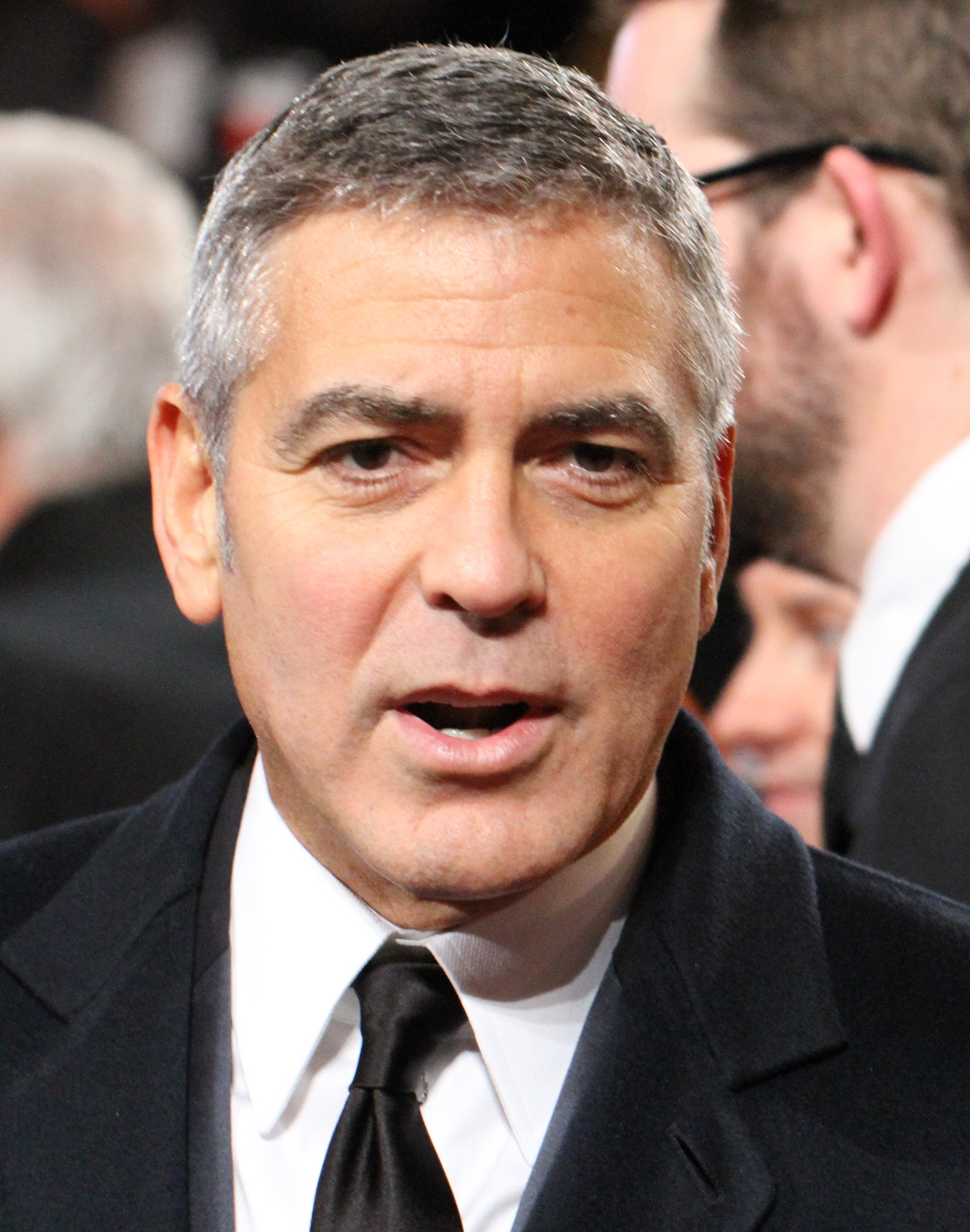
George Clooney

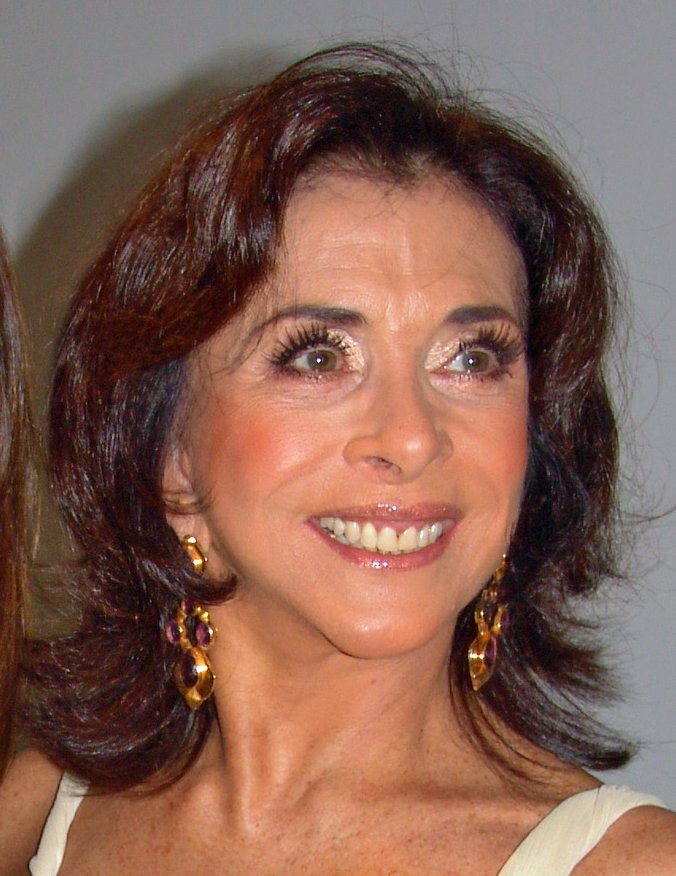
Betty Faria

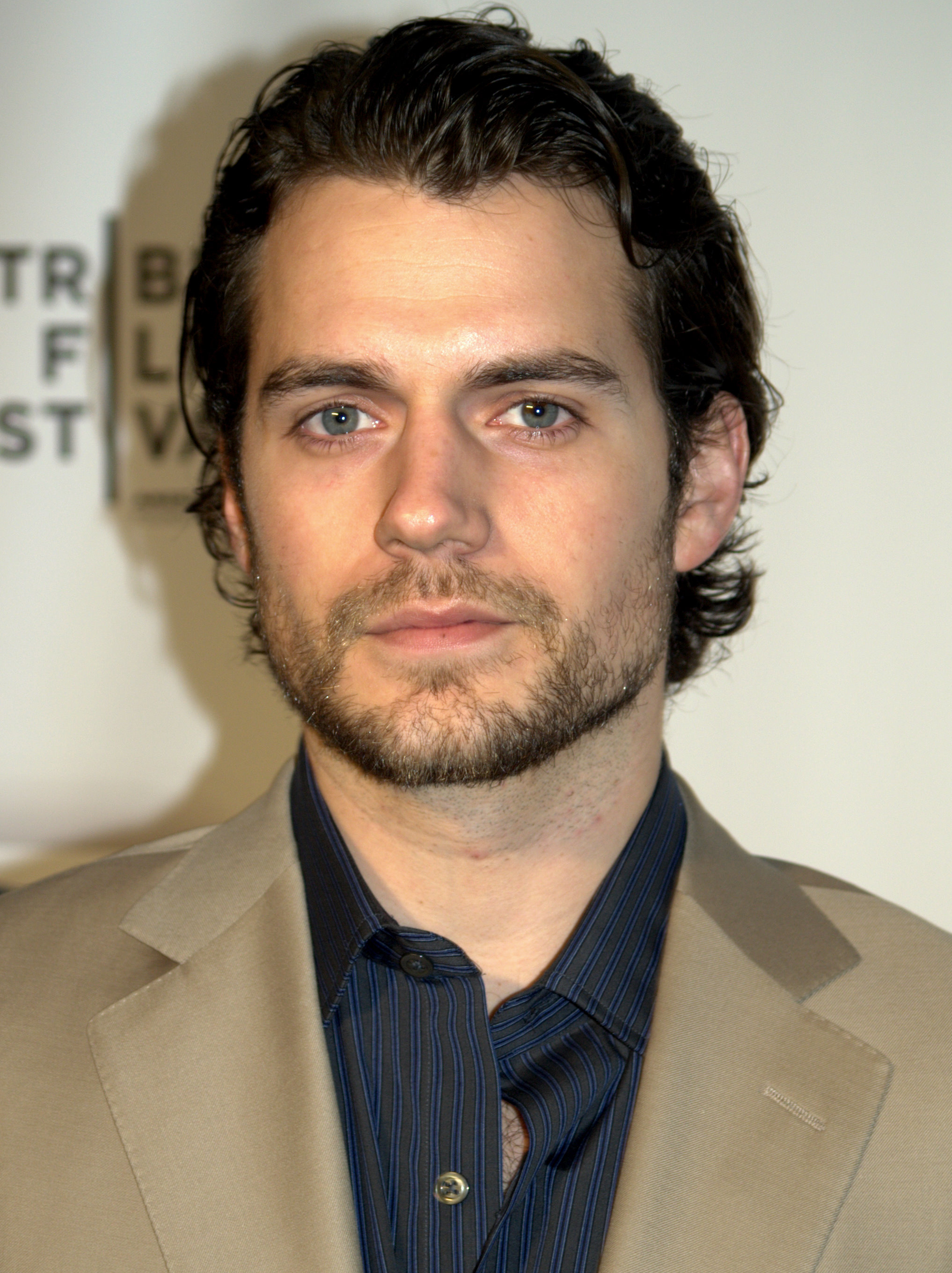
Henry Cavill

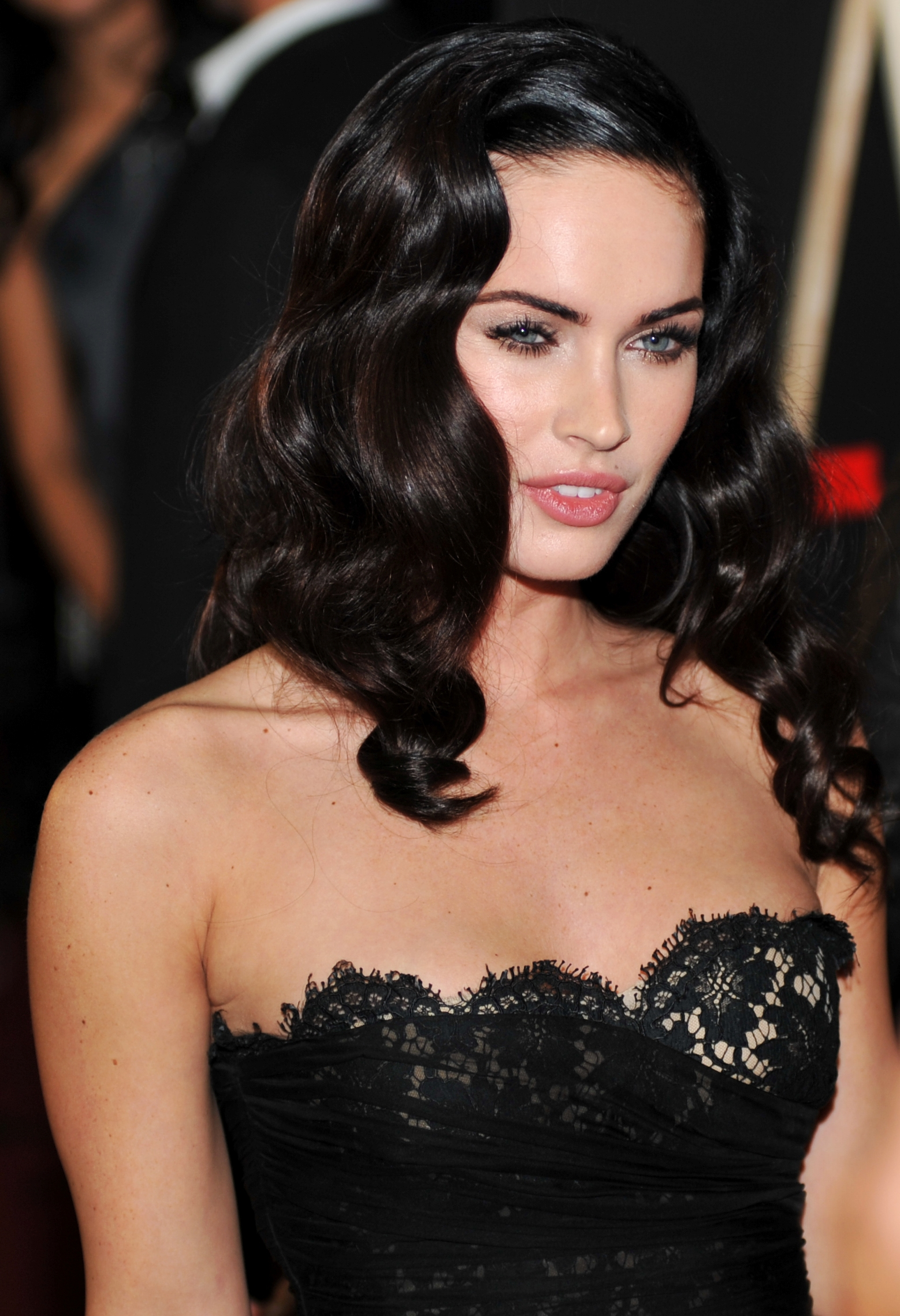
Megan Fox

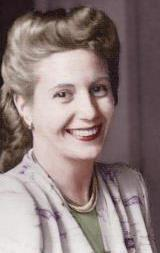
Eva Perón

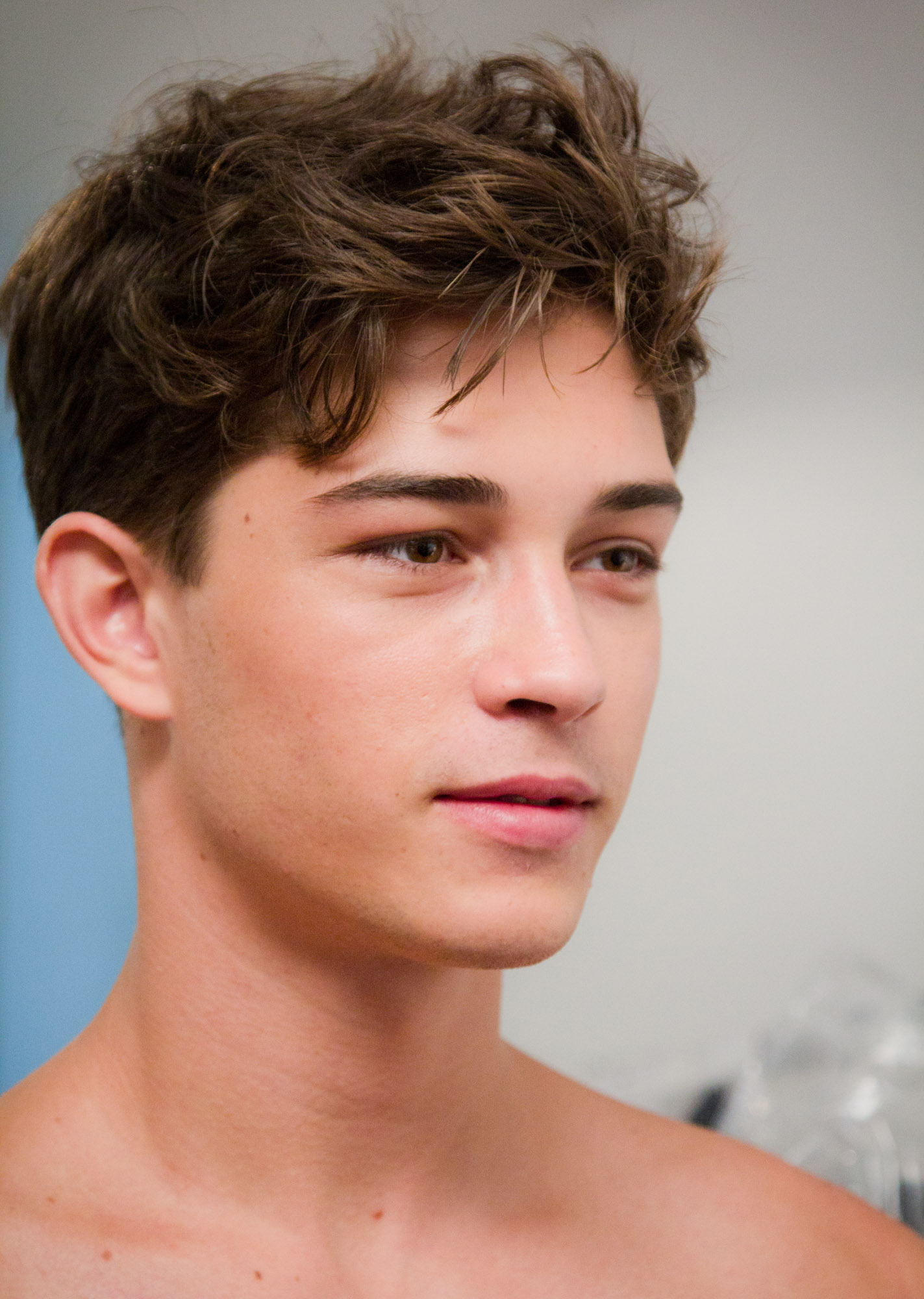
Francisco Lachowski

- 1 de maio de 1769 — Arthur Wellesley, 1.º Duque de Wellington (m. 1852).
- 1 de maio de 1829 — José de Alencar, escritor e político brasileiro (m. 1877).
- 1 de maio de 1917 — Danielle Darrieux, atriz e cantora francesa (m. 2017).
- 1 de maio de 1955 — Patrícya Travassos, atriz e roteirista brasileira.
- 1 de maio de 1965 — Tiririca, cantor, compositor, humorista e político brasileiro.
- 1 de maio de 1970 — Fernanda Young, roteirista, escritora, apresentadora, atriz, autora e diretora brasileira (m. 2019).
- 1 de maio de 2003 — Lizzy Greene, atriz estadunidense.
- 1 de maio de 2004 — Charli D'Amelio, atriz, dançarina e dubladora norte-americana.
- 1 de maio de 2008 — Clara Galinari, atriz brasileira.
- 2 de maio de 1360 — Yongle, imperador chinês (m. 1424).
- 2 de maio de 1729 — Catarina II da Rússia (m. 1796).
- 2 de maio de 1950 — Fausto Silva, apresentador de televisão brasileiro.
- 2 de maio de 1972 — Dwayne Johnson, ator e lutador norte-americano.
- 2 de maio de 1975 — David Beckham, futebolista britânico.
- 2 de maio de 2015 —  Princesa Carlota de Cambridge,única filha do Príncipe Guilherme, Duque de Cambridge
- 3 de maio de 1446 — Margarida de Iorque (m. 1503).
- 3 de maio de 1455 — João II de Portugal (m. 1495).
- 3 de maio de 1469 — Nicolau Maquiavel, filósofo e historiador italiano (m. 1527).
- 3 de maio de 1764 — Isabel de França (m. 1794).
- 3 de maio de 1826 — Carlos XV da Suécia (m. 1872).
- 3 de maio de 1938 — Agnaldo Rayol, cantor e compositor brasileiro (m. 2024).
- 3 de maio de 2004 — Mel Maia, atriz brasileira.
- 4 de maio de 1654 — Kangxi, imperador chinês (m. 1722).
- 4 de maio de 1913 — Catarina da Grécia e Dinamarca (m. 2007).
- 4 de maio de 1929 — Ronald Golias, ator e comediante brasileiro (m. 2005).
- 4 de maio de 1929 — Audrey Hepburn, atriz britânica (m. 1993).
- 4 de maio de 1985 — Fernandinho, futebolista brasileiro.
- 4 de maio de 1997 — Nicolas Prattes, ator brasileiro.
- 5 de maio de 1210 — Afonso III de Portugal (m. 1279).
- 5 de maio de 1747 — Leopoldo II do Sacro Império Romano-Germânico (m. 1792).
- 5 de maio de 1818 — Karl Marx, filósofo e teórico político alemão (m. 1883).
- 5 de maio de 1865 — Cândido Rondon, militar e sertanista brasileiro (m. 1958).
- 5 de maio de 1914 — Tyrone Power, ator estadunidense (m. 1958).
- 5 de maio de 1917 — Dalva de Oliveira, cantora brasileira (m. 1972).
- 5 de maio de 1946 — Beth Carvalho, cantora e compositora brasileira.
- 5 de maio de 1983 — Henry Cavill, ator britânico.
- 6 de maio de 1758 — Maximilien de Robespierre, advogado e político francês (m. 1794).
- 6 de maio de 1856 — Sigmund Freud, neurologista austríaco (m. 1939).
- 6 de maio de 1983 — Daniel Alves, futebolista brasileiro.
- 6 de maio de 1961 — George Clooney, ator norte-americano.
- 7 de maio de 1919 — Eva Perón, atriz e líder política argentina (m. 1952).
- 7 de maio de 1944 — Iara Iavelberg, revolucionária brasileira (m. 1971).
- 7 de maio de 1950 — Tim Russert, jornalista norte-americano (m. 2008).
- 7 de maio de 1971 — Thomas Piketty, economista francês.
- 8 de maio de 1521 — Pedro Canísio, santo jesuíta holandês (m. 1597).
- 8 de maio de 1587 — Vítor Amadeu I, Duque de Saboia (m. 1637).
- 8 de maio de 1786 — João Maria Vianney, sacerdote e santo católico francês (m. 1859).
- 8 de maio de 1884 — Harry S. Truman, político estadunidense (m. 1972).
- 8 de maio de 1941 — Betty Faria, atriz brasileira.
- 8 de maio de 1944 — Gary Glitter, cantor e compositor britânico.
- 8 de maio de 2005 — Letícia Braga, atriz e escritora brasileira.
- 9 de maio de 1784 — Jorge de Oldemburgo (m. 1812).
- 9 de maio de 1849 — Imperatriz Shōken do Japão (m. 1914).
- 9 de maio de 1860 — J. M. Barrie, escritor britânico (m. 1937).
- 9 de maio de 1961 — Roney Villela, ator e diretor teatral brasileiro.
- 9 de maio de 1996 — João Vítor Silva, ator brasileiro.
- 9 de maio de 1996 — Noah Centineo, ator estadunidense.
- 9 de maio de 2002 — Cree Cicchino, atriz estadunidense.
- 10 de maio de 1788 — Catarina Pavlovna da Rússia (m. 1819)
- 10 de maio de 1808 — Manuel Luís Osório, militar e político brasileiro (m. 1879).
- 10 de maio de 1838 — John Wilkes Booth, ator estadunidense (m. 1865).
- 10 de maio de 1961 — Luíza Tomé, atriz brasileira.
- 11 de maio de 1733 — Vitória de França (m. 1799).
- 11 de maio de 1999 — Sabrina Carpenter, atriz e cantora estadunidense.
- 11 de maio de 2000 — Ana Karolina Lannes, atriz brasileira.
- 11 de maio de 2002 — Raissa Chaddad, atriz brasileira.
- 11 de maio de 2004 — Victor Hugo, futebolista brasileiro.
- 12 de maio de 1670 — Augusto II da Polônia (m. 1733).
- 12 de maio de 1855 — Hermes da Fonseca, militar e político brasileiro (m. 1923).
- 12 de maio de 1907 — Katharine Hepburn, atriz estadunidense (m.2003).
- 13 de maio de 1655 — Papa Inocêncio XIII (m. 1724).
- 13 de maio de 1699 — Sebastião José de Carvalho e Melo, Marquês de Pombal (m. 1782).
- 13 de maio de 1717 — Maria Teresa da Áustria (m. 1780).
- 13 de maio de 1767 — João VI de Portugal (m. 1826).
- 13 de maio de 1792 — Papa Pio IX (m. 1878).
- 13 de maio de 1881 — Lima Barreto, escritor brasileiro (m. 1922).
- 13 de maio de 1929 — Angela Maria, cantora brasileira.
- 13 de maio de 1979 — Carlos Filipe, Duque da Varmlândia.
- 13 de maio de 1986 — Robert Pattinson, ator e cantor britânico.
- 13 de maio de 1991 — Francisco Lachowski, modelo brasileiro.
- 13 de maio de 1993 — Debby Ryan, atriz norte-americana.
- 14 de maio de 1710 — Adolfo Frederico, rei da Suécia (m. 1771).
- 14 de maio de 1904 — Hans Albert Einstein, primeiro filho de Albert Einstein e Mileva Marić e professor de engenharia hidráulica pela Universidade de Berkeley.
- 14 de maio de 1936 — Bobby Darin, cantor estadunidense (m. 1973).
- 14 de maio de 1980 — Sérgio Guizé, ator brasileiro.
- 14 de maio de 1983 — Anahí, cantora e atriz mexicana.
- 14 de maio de 1984 — Mark Zuckerberg, fundador e CEO do Facebook.
- 14 de maio de 1993 — Miranda Cosgrove, atriz e cantora estadunidense.
- 15 de maio de 1773 — Klemens Wenzel von Metternich, estadista austríaco (m. 1859).
- 16 de maio de 1611 — Papa Inocêncio XI (m. 1689).
- 16 de maio de 1909 — Margaret Sullavan, atriz estadunidense (m. (1960).
- 16 de maio de 1974 — Laura Pausini,  cantora e compositora italiana.
- 16 de maio de 1986 — Megan Fox, atriz e modelo americana.
- 17 de maio de 1886 — Afonso XIII de Espanha (m. 1941).
- 17 de maio de 1931 — Marshall Applewhite, líder religioso estadunidense (m. 1997).
- 17 de maio de 1936 — Dennis Hopper, ator norte-americano (m. 2010).
- 17 de maio de 1983 — Duda Nagle, ator brasileiro.
- 17 de maio de 1988 — Nikki Reed, atriz estadunidense.
- 18 de maio de 1797 — Frederico Augusto II da Saxônia (m. 1854).
- 18 de maio de 1868 — Nicolau II Romanov, último czar (imperador) da Rússia (m. 1918).
- 18 de maio de 1883 — Eurico Gaspar Dutra, ex-presidente do Brasil (m. 1974).
- 18 de maio de 1920 — Papa João Paulo II (m. 2005).
- 19 de maio de 1797 — Maria Isabel de Bragança, Rainha de Espanha (m. 1818).
- 19 de maio de 1862 — João do Canto e Castro, político português (m. 1934).
- 19 de maio de 1974 — Vanessa Machado, atriz brasileira.
- 20 de maio de 1789 — Marcelino Champagnat, religioso francês e fundador do Instituto Irmãos Marista (m. 1840).
- 20 de maio de 1883 — Faiçal I do Iraque (m. 1933).
- 20 de maio de 1967 — Marcelo Rossi, padre e cantor brasileiro.
- 20 de maio de 1980 — Cauã Reymond, ator brasileiro.
- 21 de maio de 1527 — Filipe II de Espanha (m. 1598).
- 21 de maio de 1653 — Leonor da Áustria, Rainha da Polónia (m. 1697).
- 21 de maio de 1830 — José Francisco da Silva Albano, Barão de Aratanha (m. 1901).
- 21 de maio de 1839 — Héléne de Chappotin, religiosa e beata francesa (m. 1904).
- 21 de maio de 1974 — Maria Fernanda Cândido, atriz brasileira.
- 21 de maio de 1993 — Giovanna Lancellotti, atriz brasileira.
- 22 de maio de 1752 — Louis Legendre, líder revolucionário francês (m. 1797).
- 22 de maio de 1770 — Isabel do Reino Unido, condessa de Hesse-Homburgo (m. 1840).
- 22 de maio de 1781 — Newton Cannon, político estadunidense (m. 1841).
- 22 de maio de 1991 — Sophia Abrahão, atriz, apresentadora e cantora brasileira.
- 22 de maio de 1991 — Bárbara Evans, modelo brasileira.
- 22 de maio de 2002 — Maisa Silva, atriz e apresentadora brasileira.
- 23 de maio de 1730 — Augusto Fernando da Prússia, príncipe e general prussiano (m. 1813).
- 23 de maio de 1844 — 'Abdu'l-Bahá 'Abbás Effendí, líder religioso persa, uma das figuras centrais da Fé Bahá'í (m. 1921)
- 24 de maio de 15 a.C. — Germânico, cônsul do Império Romano (m. 19).
- 24 de maio de 1743 — Jean-Paul Marat, revolucionário francês (m. 1793).
- 24 de maio de 1819 — Vitória do Reino Unido (m. 1901).
- 24 de maio de 1874 — Maria de Hesse, nobre alemã (m. 1878).
- 24 de maio de 1941 — Bob Dylan, músico e compositor norte-americano.
- 24 de maio de 1962 — Luiza Brunet, atriz, modelo e empresária brasileira.
- 25 de maio de 1550 — Camilo de Lellis, religioso e santo italiano (m. 1614).
- 25 de maio de 1803 — Antônio de Sousa Neto, político e militar brasileiro (m. 1866).
- 25 de maio de 1865 — Frederico Augusto III da Saxônia (m. 1932).
- 25 de maio de 1887 — Padre Pio, religioso italiano (m. 1968).
- 25 de maio de 1961 — Tite, ex-futebolista e treinador brasileiro.
- 25 de maio de 1993 — Júlio Cocielo, youtuber brasileiro.
- 26 de maio de 1478 — Papa Clemente VII (m. 1534).
- 26 de maio de 1867 — Mary of Teck, rainha consorte britânica (m. 1953).
- 26 de maio de 1968 —  Frederico, Príncipe Herdeiro da Dinamarca.
- 26 de maio de 1999 — Kerry Ingram, atriz britânica.
- 27 de maio de 1623 — William Petty, cientista e filósofo inglês (m. 1687).
- 27 de maio de 1626 — Guilherme II, Príncipe de Orange (m. 1650).
- 27 de maio de 1756 — Maximiliano I José da Baviera (m. 1825).
- 27 de maio de 1835 — Charles Francis Adams, Jr., empresário norte-americano (m. 1915).
- 27 de maio de 1922 — Christopher Lee, ator britânico (m. 2015).
- 27 de maio de 1963 — Roberto Bomtempo, ator e diretor de cinema brasileiro.
- 27 de maio de 1970 — Bel Kutner, atriz brasileira.
- 27 de maio de 1972 — Ivete Sangalo, cantora brasileira.
- 27 de maio de 1984 — José Loreto, ator brasileiro.
- 28 de maio de 1660 — Jorge I da Grã-Bretanha (m. 1727).
- 28 de maio de 1848 — Maria Bernarda Bütler, religiosa católica suíça (m. 1924).
- 28 de maio de 1931 — Carroll Baker, atriz estadunidense.
- 28 de maio de 1524 — Selim II, sultão otomano (m. 1574).
- 28 de maio de 1588 — Pierre Séguier, político francês (m. 1672).
- 28 de maio de 1764 — Edward Livingston, político e jurista estadunidense (m. 1836).
- 29 de maio de 1630 — Carlos II de Inglaterra (m. 1685).
- 29 de maio de 1874 — G. K. Chesterton, escritor britânico (m. 1936).
- 29 de maio de 1917 — John Fitzgerald Kennedy, político estadunidense (m. 1963).
- 29 de maio de 1963 — Débora Bloch, atriz brasileira.
- 29 de maio de 1975 — Danton Mello, ator brasileiro.
- 29 de maio de 1981 — Juliana Knust, atriz brasileira.
- 29 de maio de 1981 — Sacha Bali, ator brasileiro
- 29 de maio de 1982 — Ana Beatriz Barros, modelo brasileira.
- 30 de maio de 1845 — Amadeu I de Espanha (m. 1890).
- 30 de maio de 1997 — Jake Short, ator estadunidense.
- 30 de maio de 2000 — Jared S. Gilmore, ator estadunidense.
- 31 de maio de 1469 — Manuel I de Portugal (m. 1521).
- 31 de maio de 1491 — Inácio de Loyola, teólogo espanhol (m. 1556).
- 31 de maio de 1857 — Papa Pio XI (m. 1939).
- 31 de maio de 1892 — Gregor Strasser, político alemão (m. 1934).
- 31 de maio de 1923 — Rainier III, Príncipe de Mônaco (m. 2005).
- 31 de maio de 1948 — Marília Gabriela, jornalista, atriz e apresentadora de televisão brasileira.
- 31 de maio de 1948 — Paulinho da Costa, músico brasileiro.
- 31 de maio de 1976 — Colin Farrell, ator irlandês.
- 31 de maio de 1984 — Marquinhos, jogador de basquete brasileiro.
- 31 de maio de 1991 — Azealia Banks, rapper, cantora, atriz e compositora norte-americana.

## Mortes
- 1 de maio de 1994 — Ayrton Senna, piloto brasileiro de Fórmula 1 (n. 1960).
- 1 de maio de 1572 — Papa Pio V, (n. 1504).
- 1 de maio de 2025 — Nana Caymmi, cantora e compositora brasileira (n. 1941).
- 2 de maio de 1519 — Leonardo da Vinci, artista e cientista italiano (n. 1452).
- 3 de maio de 1739 — Maria Ana de Bourbon, princesa de Conti (n. 1666).
- 4 de maio de 1471 — Eduardo de Westminster, Príncipe de Gales (n. 1453).
- 4 de maio de 2000 — Sandra Bréa, atriz brasileira (n. 1952).
- 4 de maio de 2021 — Paulo Gustavo, ator brasileiro. (n. 1978).
- 5 de maio de 1220 — Ângelo da Sicília, santo católico (n. 1185).
- 5 de maio de 1959 — Carlos Saavedra Lamas, político e escritor argentino (n. 1878).
- 5 de maio de 1821 — Napoleão Bonaparte, imperador francês (n. 1769).
- 8 de maio de 2023 — Rita Lee, cantora e compositora brasileira (n. 1947).
- 9 de maio de 1897 — Isabel Fernanda de Bourbon, condessa Gurowska (n. 1821).
- 9 de maio de 1978 — Aldo Moro, político italiano (n. 1916).
- 10 de maio de 1774 — Luís XV de França (n. 1710).
- 13 de maio de 1832 — Georges Cuvier, naturalista e zoólogo francês (n. 1769).
- 13 de maio de 1948 — Kathleen Kennedy Cavendish, marquesa de Hartington (n. 1920).
- 13 de maio de 2019 — Doris Day, atriz estadunidense (n. 1922).
- 15 de maio de 2021 — Eva Wilma, atriz brasileira (n. 1933).
- 21 de maio de 1866 — Augusta Ema d'Este, nobre inglesa (n. 1801).
- 23 de maio de 1764 — João Batista de Rossi, Santo católico (n. 1698)
- 23 de maio de 1934 — Bonnie e Clyde, criminosos estadunidenses (n. 1910 e 1909).
- 23 de maio de 2017 — Roger Moore, ator britânico (n. 1927).
- 24 de maio de 2010 — Beto, cantor e compositor português (n. 1967).
- 25 de maio de 1786 — Pedro III de Portugal (n. 1717).
- 25 de maio de 2020 — Vadão, técnico de futebol brasileiro (n. 1956).
- 27 de maio de 1564 — João Calvino, teólogo cristão francês (n. 1509).
- 30 de maio de 1431 — Joana d'Arc, heroína francesa e santa católica (n. 1412).
- 31 de maio de 1997 — Frei Damião, religioso italiano (n. 1898).